# Pioneer Venus 2

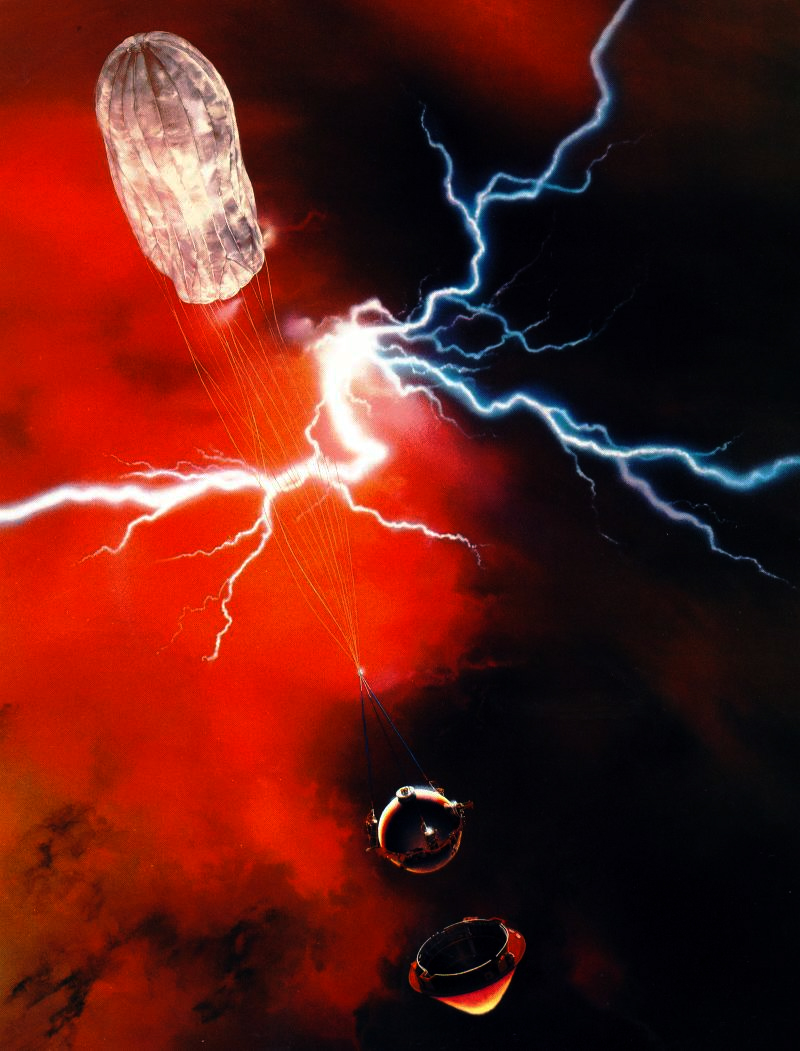
Artystyczna wizja momentu otwarcia spadochronu przez duży próbnik

Pioneer Venus 2 (inne nazwy: Pioneer Venus Multiprobe, Pioneer 13) – amerykańska bezzałogowa sonda kosmiczna. Dostarczyła do Wenus próbniki, które przeprowadziły analizę struktury i składu atmosfery planety.

## Konstrukcja sondy
Sonda składała się z członu transportowego oraz czterech próbników atmosferycznych.
- Człon transportowy (Pioneer Venus Probe Bus) miał kształt cylindra o średnicy 2,5 m. Jego konstrukcja była oparta na konstrukcji kadłuba sondy Pioneer Venus 1. Boczna ściana kadłuba pokryta była przez baterie słoneczne o mocy 241 W. Podczas lotu w kierunku Wenus do szczytu kadłuba były przymocowane próbniki atmosferyczne. Człon był wyposażony w dwa spektrometry masowe do analizy najwyższych warstw atmosfery planety. Masa członu wynosiła 290 kg.
- Duży próbnik (Pioneer Venus Large Probe, Sounder) miał masę 315 kg i średnicę 1,5 m. Składał się z trzech części. Głównym elementem był wykonany z tytanu zbiornik ciśnieniowy o średnicy 73,2 cm. Był on osłonięty przez przednią stożkową osłonę termiczną i tylną pokrywę ochronną. Obie osłony były odrzucane na wysokości 47 km nad powierzchnią planety. Otwierał się wtedy spadochron dalej spowalniający opadanie w atmosferze. Próbnik wyposażony został w 7 instrumentów naukowych, w tym w spektrometr masowy, chromatograf gazowy, dwa radiometry i nefelometr.
- Trzy małe próbniki miały identyczną konstrukcję. Otrzymały nazwy North (Small Probe 1), Day (Small Probe 2) i Night (Small Probe 3). Miały masę po 90 kg i średnicę po 0,8 m. Składały się z tytanowego zbiornika ciśnieniowego osłoniętego przez przednią osłonę termiczną i tylną pokrywę. Osłony nie były odrzucane, brak też było spadochronu. Każdy z próbników wyposażony był w 3 instrumenty naukowe: nefelometr, radiometr i czujniki temperatury i ciśnienia.

Całkowita masa sondy Pioneer Venus 2 wynosiła 904 kg, maksymalna średnica 2,5 m i wysokość 2,9 m.

## Przebieg misji
Sonda została wyniesiona z przylądka Canaveral na Florydzie 8 sierpnia 1978 roku przy użyciu rakiety nośnej Atlas-Centaur. 16 listopada 1978 roku od członu transportowego został odłączony duży próbnik. Sonda znajdowała się wtedy w odległości 11,1 mln km od Wenus. Pozostałe 3 małe próbniki zostały odłączone 20 listopada 1978 w odległości 9,3 mln km od celu. Próbniki zostały skierowane w różne rejony planety, oddalone od siebie o około 10 tys. km i zlokalizowane zarówno na nocnej, jak i dziennej półkuli Wenus. Wlot w atmosferę wszystkich próbników miał miejsce w kilkuminutowych odstępach 9 grudnia 1978 roku z prędkością 11,5 km/s (41 600 km/h). Duży próbnik po otwarciu spadochronu w ciągu kilkunastu minut opadania jako pierwszy wylądował z prędkością 32 km/h, na powierzchni planety po 54,5 min przelotu, na dziennej, oświetlonej przez Słońce półkuli globu wenusjańskiego. Kolejno opadały próbniki North, Day i Night, które nie były wyposażone w spadochrony, ale ze względu na niewielkie masy lądowały dopiero po upływie 53 - 55,5 min od wejścia w atmosferę. Żaden z próbników nie był zaprojektowany do wytrzymania momentu upadku. Pomimo tego próbnik Night nadawał sygnał przez 2 sekundy od upadku, natomiast próbnik Day funkcjonował po wylądowaniu przez 67,5 min. Wszystkie cztery próbniki miały jedynie zbierać informacje podczas przelotu przez atmosferę Wenus i przekazywać je na Ziemię. Nie liczono bowiem na to, by aparatura zainstalowana w próbnikach wytrzymała te trudne warunki i po opadnięciu była jakiś czas sprawna. Niespodziankę sprawił próbnik Day, przekazując informację, że uniesione podczas jego upadku cząstki pyłu opadły dopiero po upływie trzech minut. Sprawiła to niewątpliwie gęsta atmosfera Wenus. W półtorej godziny po próbnikach w atmosferę Wenus wtargnął człon transportowy i po locie trwającym 64 sekundy spłonął w jej górnych warstwach atmosfery. Nastąpiło to na wysokości około 110 km nad powierzchnią, mniej więcej nad miejscem o następujących współrzędnych afrodytograficznych: 41° szerokości północnej i 284° długości, wcześniej przekazując dane o składzie górnych warstw atmosfery planety.
- Współrzędne miejsc lądowania sond:
  - Duża sonda (Sounder) – ♀ 4,4°N 304,0°E/4,400000 304,000000
  - Północna sonda (North) – ♀ 59,3°N 4,8°E/59,300000 4,800000
  - Dzienna sonda (Day) – ♀ 31,3°S 317,0°E/-31,300000 317,000000
  - Nocna sonda (Night) – ♀ 28,7°S 56,7°E/-28,700000 56,700000
  - Człon transportowy – ♀ 37,9°S 290,9°E/-37,900000 290,900000 (wtargnięcie w atmosferę)